# Temple de Rénénoutet (Fayoum)
Pour les articles homonymes, voir Temple de Rénénoutet.
Le temple de Rénénoutet à Médinet Mâdi est un temple égyptien dédié au culte de la déesse Rénénoutet.
La construction de ce temple remonte à la XIIe dynastie et a été achevé pendant le règne du pharaon Amenemhat IV. Il est le seul temple encore intact du Moyen Empire[réf. nécessaire].

## Fouilles
L'équipe archéologique égyptienne d'Abdel-Rahmane Al-Ayedi, directeur du département des fouilles archéologiques au sein du Conseil suprême des Antiquités égyptiennes (CSA), a découvert une série de constructions, des greniers, des bâtiments administratifs et des résidences autour du temple de Sobek d'Amenemhat III.
La muraille qui encerclait les temples fait environ 400 mètres de long. Elle sépare en fait deux mondes : le sacré représenté par le complexe religieux, et les maisons des citoyens qui vivaient sur le site ; du côté de la ville, il n’y a aucune peinture, alors que l’autre côté est décoré par des représentations de divinités à l’instar de Rénénoutet, la déesse des moissons, la déesse Hathor, le dieu-crocodile Sobek et le dieu-faucon Horus.
Le temple de Rénénoutet a été construit avec des briques de boue et des carreaux de pierre calcaire sur le sol, flanqué de chaque côté de statues ressemblant au sphinx. Les greniers et les bâtiments administratifs auraient appartenu aux prêtres du temple. Dans les bâtiments administratifs, les membres de la mission archéologique égyptienne ont découvert un tas de papyrus en démotique et grec qui composent les archives ptolémaïques, des sceaux utilisés par les prêtres de Rénénoutet comportant des inscriptions hiéroglyphiques, une statue sans tête en pierre calcaire, une statue d’une femme en bronze. Certains des papyrus découverts contenaient des correspondances royales, comme celle entre la femme de Ptolémée Ier et le prêtre du temple de Rénénoutet, « le remerciant de la splendeur des services du temple ». La mission a dégagé de même des monnaies, des lampes et des ostraca sur lesquels sont inscrits les échanges commerciaux quotidiens entre Médinet Mâdi et les autres villes du Fayoum, notamment Tebtynis, démontrant que Médinet Mâdi a été longtemps l’une des plus importantes stations sur la route des caravanes commerciales entre le Soudan et la Syrie.

## Intérieur du temple

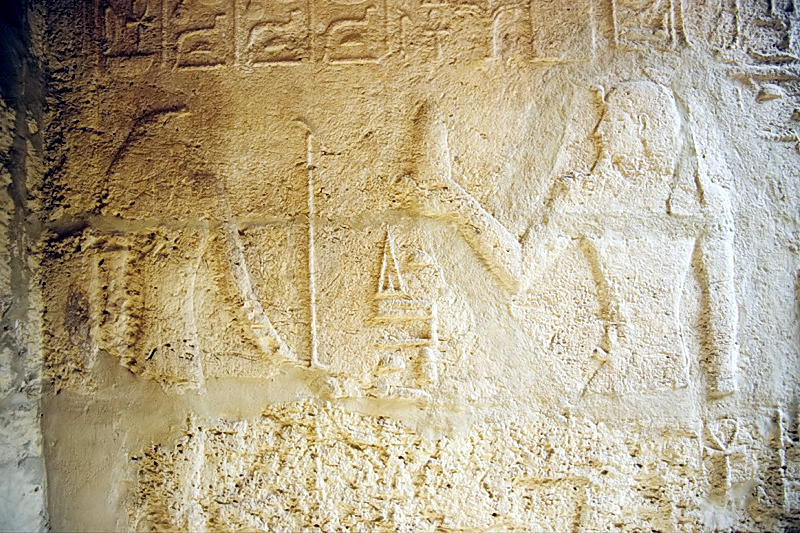
Scène sur le mur Est de la chapelle ouest : Amenemhat III devant Rénénoutet.

La partie intérieure du temple, en grès foncé, consiste en une petite salle à colonnes papyriformes menant à un sanctuaire comprenant trois chapelles, chacune contenant des statues de divinités. Une colonne porte le nom d'Amenemhat III, l'autre celui d'Amenemhat IV. Toutes deux portent également le nom de Rénénoutet. La chapelle centrale comprend une grande statue de Rénénoutet, avec Amenemhat III et Amenemhat IV debout de part et d'autre d'elle. Dans les inscriptions, le temple est simplement appelé temple de Rénénoutet. Rénénoutet est appelée « Rénénoutet vivante de Dja ».
Les reliefs de la première salle ne sont pas bien conservés, mais ils comprennent une scène montrant un roi et la déesse Seshat, fondant le temple. Derrière la salle d'entrée suit une autre, qui est également tout autour décorée de reliefs. Sur le côté sud, on trouve une scène montrant Amenemhat III devant Rénénoutet. Ce dernier est représenté comme une femme debout avec une tête de serpent. Entre les deux est représentée à une échelle beaucoup plus petite la fille du roi, Néferou-Ptah. Au fond de cette salle, sur le côté nord, se trouvent les trois chapelles. La première, à l'ouest, est dédiée à Rénénoutet. Elle apparaît comme la divinité principale au fond de la chapelle. Sur les murs latéraux figurent Sobek à l'ouest et Rénénoutet à l'est. La deuxième chapelle est dédiée à Rénénoutet et Sobek. Rénénoutet apparaît sur le mur ouest et sur le mur arrière (nord), debout derrière le roi Amenemhat III. Le roi est debout devant Sobek, qui apparaît également sur le mur est, devant le même roi. Sur le mur est, Sobek apparaît à nouveau. La dernière chapelle était à nouveau principalement dédiée à Rénénoutet. Elle apparaît sur le mur ouest et sur le mur arrière devant Amenemhat III, tandis que sur le mur est, Sobek est debout devant un roi.
Les parties ptolémaïques du temple comprennent une voie processionnelle pavée passant par un kiosque à huit colonnes menant à un portique et à un vestibule transversal. Il a été suggéré que la préservation inhabituelle de ce complexe de temple, fouillé par une équipe d'archéologues de l'université de Milan dans les années 1930, pourrait être due simplement à son isolement relatif.

### Le sceau de Rénénoutet
Parmi les découvertes les plus importantes est celle d’un sceau en or sur lequel est inscrit le nom du prêtre de la déesse Rénénoutet, qui est d’une forme rectangulaire de 3,5 cm de longueur x 2,5 cm de largeur et pesant 33,5 grammes. Ce sceau a été trouvé dans les vestiges de l’une des plus belles pièces que les spécialistes supposent être le bureau du grand prêtre, dont les murs portent beaucoup de dessins et de peintures différents des autres.